# Михайлівська сільська рада (Білогірський район)
Миха́йлівська сільська́ ра́да — адміністративно-територіальна одиниця та орган місцевого самоврядування в Нижньогірському районі Автономної Республіки Крим. Адміністративний центр — село Михайлівка.

## Загальні відомості
- Населення ради: 4 062 осіб (станом на 2001 рік)

## Населені пункти
Сільській раді підпорядковані населені пункти:
- с. Михайлівка
- с. Кунцеве
- с. Уютне

## Склад ради
Рада складається з 24 депутатів та голови.
- Голова ради: Дурдиєв Атлимурат Джумаєвич

### Керівний склад попередніх скликань
| Прізвище, ім'я, по батькові    | Основні відомості                                                                       | Дата обрання | Дата звільнення |
| ------------------------------ | --------------------------------------------------------------------------------------- | ------------ | --------------- |
| Васинський Володимир Антонович | Сільський голова, 1953 року народження                                                  | 26.03.2006   | 04.02.2009      |
| Кулакова Олександра Михайловна | Сільський голова, 1967 року народження, позапартійна                                    | 02.08.2009   | 31.10.2010      |
| Дурдиєв Атлимурат Джумаєвич    | Сільський голова, 1975 року народження, освіта середня спеціальна, член Партії регіонів | 31.10.2010   |                 |

Примітка: таблиця складена за даними сайту Верховної Ради України

### Депутати
За результатами місцевих виборів 2010 року депутатами ради стали:

#### За суб'єктами висування
| Суб'єкт висування | Кількість обраних депутатів | %    |
| ----------------- | --------------------------- | ---- |
| Самовисування     | 22                          | 91,7 |
| Партія регіонів   | 2                           | 8,3  |

#### За округами
| № округу        | Прізвище, ім'я, по батькові      | Дата визнання обраним | Освіта             | Партійна приналежність | Відомості про обраного депутата                               |
| --------------- | -------------------------------- | --------------------- | ------------------ | ---------------------- | ------------------------------------------------------------- |
| Партія регіонів |                                  |                       |                    |                        |                                                               |
| 18              | Примак Наталія Миколаївна        | 02.11.2010            | вища               | член Партії регіонів   | комунальное підприємство, головний бухгалтер                  |
| 22              | Ротар Наталія Володимирівна      | 02.11.2010            | вища               | член Партії регіонів   | Михайлівська сільська рада, бухгалтер                         |
| Самовисування   |                                  |                       |                    |                        |                                                               |
| 1               | Пацула Катерина Омелянівна       | 02.11.2010            | середня            | позапартійна           | ТОВ «Агрофірма ім. Крупської», комірник                       |
| 2               | Балюра Неля Вікторівна           | 02.11.2010            | середня спеціальна | позапартійна           | ТОВ «Агрофірма ім. Крупської», єлектрік                       |
| 3               | Голоскевич Алла Петрівна         | 02.11.2010            | вища               | член Народної партії   | ТОВ «Агрофірма ім. Крупської», інспектор відділу кадрів       |
| 4               | Захарчук Віра Іванівна           | 02.11.2010            | середня            | позапартійна           | пенсіонер                                                     |
| 5               | Одінцова Олена Миколаївна        | 02.11.2010            | середня спеціальна | позапартійна           | домогосподарка                                                |
| 6               | Таранова Ларіса Петрівна         | 02.11.2010            | середня            | позапартійна           | пенсіонер                                                     |
| 7               | Озерова Олена Ссергіївна         | 02.11.2010            | середня спеціальна | позапартійна           | тимчасово не працює                                           |
| 8               | Шумік Галина Вікторівна          | 02.11.2010            | середня спеціальна | член Народної партії   | ТОВ «Агрофірма ім. Крупської», бухгалтер                      |
| 9               | Горбачьова Марія Петрівна        | 02.11.2010            | вища               | член Народної партії   | «Агрофірма колгосп ім. Крупської», головний бухгалтер         |
| 10              | Конанчук Володимир Володимирович | 02.11.2010            | середня            | позапартійний          | Михайлівська загальноосвітня школа, слюсар                    |
| 11              | Ломака Ірина Дмитрівна           | 02.11.2010            | вища               | член Партії регіонів   | Михайлівський будинок культури, директор                      |
| 12              | Якубенко Світлана Володимирівна  | 02.11.2010            | вища               | позапартійна           | тимчасово не працює                                           |
| 13              | Шищенко Вікторія Вікторівна      | 02.11.2010            | вища               | позапартійна           | Михайлівська загальноосвітня школа, вчитель початкових класів |
| 14              | Таракчієв Ескендер Наріманович   | 02.11.2010            | середня спеціальна | позапартійний          | тимчасово не працює                                           |
| 15              | Татарінова Надія Веніамінівна    | 02.11.2010            | вища               | позапартійна           | Михайлівська загальноосвітня школа, секретар                  |
| 16              | Вільгун Наталія Олександрівна    | 02.11.2010            | вища               | позапартійна           | тимчасово не працює                                           |
| 17              | Волобуєва Тетяна Володимирівна   | 02.11.2010            | середня            | позапартійна           | тимчасово не працює                                           |
| 19              | Стефанюк Микола Миколайович      | 02.11.2010            | середня            | позапартійний          | тимчасово не працює                                           |
| 20              | Жандарова Марина Анатоліївна     | 02.11.2010            | середня спеціальна | позапартійна           | фельдшерсько-акушерський пункт, фельдшер                      |
| 21              | Вострікова Тетяна Миколаївна     | 02.11.2010            | середня            | член Партії «Союз»     | дитячий садок, помічник вихователя                            |
| 23              | Стягайло Олена Миколаївна        | 02.11.2010            | вища               | позапартійна           | Михайлівська сільська рада, секретар                          |
| 24              | Биткова Ніна Євгеніївна          | 02.11.2010            | вища               | член Партії «Союз»     | фельдшерсько-акушерський пункт с. Кунцево, завідувачка        |